# Ère Gen'ō
L'ère Gen'ō (元応) est une des ères du Japon (年号, nengō, lit. « nom de l'année ») après l'ère Bunpō et avant l'ère Genkō. Cette ère couvre la période allant du mois d'avril 1319 au mois de février 1321. L'empereur régnant est Go-Daigo-tennō (後醍醐天皇).

## Changement d'ère
- 1319 Gen'ō gannen (元応元年?) : Le nom de la nouvelle ère est créé pour marquer l'accession au trône de l'empereur Go-Daigo et le commencement de son règne. L'ère précédente se termine là où commence la nouvelle, en  Bunpō 3.

## Événements de l'ère Gen'ō
Après l'abdication de l'empereur Hanazono en Bunpō 2, Takaharu-shinno est proclamé empereur à l'âge de trente et un ans. Nijō Michihira est régent kampaku mais la cour reste dirigée par l'ancien empereur Go-Uda. Le prince Morikuni est shogun  de Kamakura et daimyo de la province de Sagami, Hōjō Takatoki est shikken  c'est-à-dire premier ministre du shogunat.
- 1319 (Gen'ō 1', 3e mois) : Le prince Kuniyoshi, fils de l'ancien empereur Go-Nijō, est déclaré prince héritier (tōgu)[3].
- 1319 (Gen'ō 1, 6e mois) : Le sadaijin (ministre de la gauche), Konoe Tsunehira, meurt[3].
- 1319 (Gen'ō 1, durant le 8e mois) : L'empereur prend pour concubine Kishi, la fille de Saionji Sanekane, et elle devient sa favorite. Il a par ailleurs de nombreuses concubines ce qui entraîne qu'il a beaucoup de fils et de filles[4].
- 1319 (Gen'ō 1, 12e mois) : Nijō Michihira est contraint de démissionner de sa position de régent kampaku à cause des pressions du bakufu à Kamakura et Ichijō Uchitsune devient kampaku à sa place[4].
- 1330 (Gen'ō 2, 5e mois) : Hōjō Tokiasu, le kanrei à Kyoto, meurt dans la résidence de Rokuhara qui est la place forte du shogunat Kamakura dans la capitale[4].
- 1320 (Gen'ō 2, 5e mois) : L'ancien régent Kujō Moronori meurt à l'âge de 48 ans[4].

| Gen'ō     | 1re  | 2e   | 3e   |
| Grégorien | 1319 | 1320 | 1321 |